# 袁遺
袁遺（？—192年？），字伯業，袁紹、袁术的从兄，母何氏，为何夔堂姑。

## 生平
河间张超向太尉朱儁推荐袁遺：「有冠世之懿，乾時之量，其忠允亮直，固天所縱；若乃包羅載籍，管綜百氏，登高能賦，睹物知名。」曾任長安令、山陽太守、揚州刺史，最後敗於袁術，逃往沛国时被部下背叛殺害。曹操稱「長大而能勤學者，惟吾與袁伯業耳。」（年紀漸長仍能堅持好學不倦的，就只有我與袁伯業了）